# Сподня Сориця
Сподня Сорица (словен. Spodnja Sorica) — поселення в общині Железнікі, Горенський регіон, Словенія. Висота над рівнем моря: 783,5 м.